# Bastilledagen
Bastilledagen er Frankrigs nationaldag. Dagen fejres den 14. juli med lystighed i gaderne og en militærparade på Avenue des Champs-Élysées i Paris.
Bastillen var en middelalderborg midt i Paris, som under enevælden tjente som fængsel.
Den 14. juli 1789 blev Bastillen stormet af vrede og oprørte borgere. Da en del af kongens livgarde sluttede sig til oprøret med fem kanoner, overgav kommandanten sig. Folket stormede ind, afhuggede ham, satte hovedet på en lanse og bar det i triumf rundt i Paris' gader. Stormen på Bastillen indvarslede den franske revolution.